# 루 호드

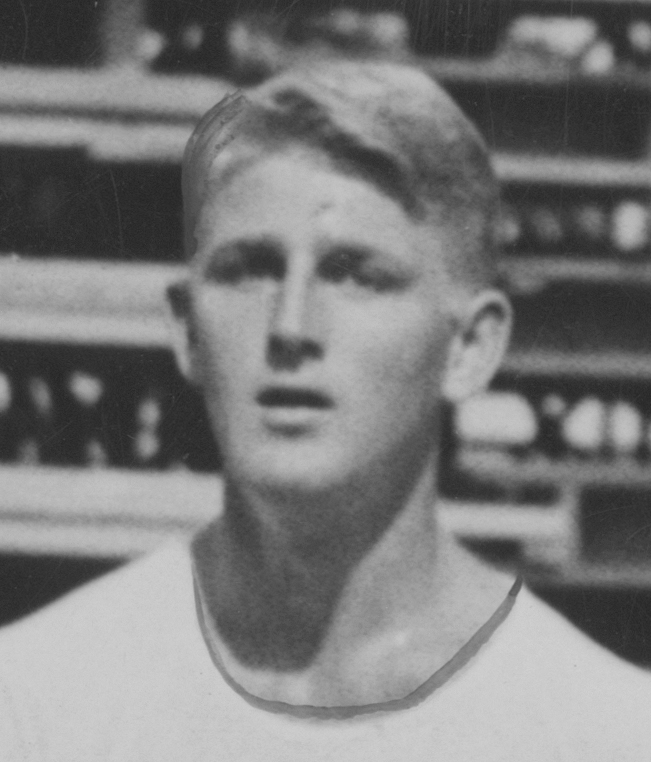
Lew Hoad

루이스 앨런 호드(Lewis Alan "Lew" Hoad, 1934년 11월 23일~1994년 7월 3일)는 1950~60년대에 톱랭커로 손꼽혔던 오스트레일리아의 테니스 선수이다. 1934년 오스트레일리아 뉴사우스웨일스주 글랩에서 태어나 1994년 스페인 푸엔히롤라에서 사망하였다. 테니스 선수이자 프로모터였던 잭 크레이머는 1979년 출간한 그의 자서전에서, 호드를 테니스 역사상 가장 뛰어났던 테니스 선수 21인 중 한 명으로 꼽았다. 호드는 1952년부터 5년 연속 아마추어 랭킹 10위권 안에 들었으며, 1956년에는 1위를 기록하였다.

## 일생
영화배우처럼 잘생긴 외모와 당당한 체격, 외향적인 성격의 호드는 1950년대 테니스계의 아이콘이었다. 이와 관련하여 잭 크레이머는 다음과 같이 말했다.
“모두가 호드를 좋아했다. 판초 곤잘레스 조차도 그를 좋아했다. 이 사실을 사람들의 그에 대한 마지막 평가로서 그의 묘비에 새겨주어야 할 것이다... 호드에게 고전하고 있을 때조차도, 곤잘레스는 호드의 관심과 우정을 원했다.”
(Everybody loved Hoad, even Pancho Gonzales.  They should put that on Lew's tombstone as the ultimate praise for the man.... Even when Hoad was clobbering Gonzales, Gorgo wanted his respect and friendship.)

파워는 호드의 경기 스타일의 핵심이었다. 그는 랠리를 지속하면서 확실한 찬스가 올 때까지 기다리기 보다는 공격적으로 위닝샷을 노리곤 했다. 또한 느린 클레이 코트에서의 경기력도 탁월하여 프랑스 챔피언십에서도 우승했다. 이와 관련하여 잭 크레이머는 다음과 같이 말했다. “호드는 내가 본 선수 중 가장 얽매이지 않은 플레이를 하는 선수였다. 그의 경기에는 특정한 패턴 같은 것이 없었다... 그는 베이스라인 6~7피트 뒤에 서 있는 상황에서도 크로스코트로 공을 강하게 되돌려보내는 유일한 선수였다. 그는 강한 서브든, 교묘한 짧은 공이든, 낮은 발리든 어떤 공에 대해서라도 항상 위닝샷을 시도했다. 그는 강한 오버스핀 드라이브를 구사했으며, 중요한 포인트에서 적당히 공을 넘기는 법이 절대 없었다.”
그는 1952년부터 1956년까지 오스트레일리아의 데이비스 컵 대표팀 선수로 뛰었으며, 이 기간 동안 오스트레일리아는 4번 우승했다. 특히 1953년 데이비스 컵에서 그가 19살의 아마추어 선수였을 때 미국팀의 랭킹 1위 출신 에이스인 토니 트래버트와 벌였던 일전이 유명하다. 호드는 접전 끝에 트래버트를 13-11, 6–3, 3–6, 2–6, 7–5로 꺾으면서 그 해 모국의 우승에 결정적인 기여를 했다.
1956년 그는 호주 오픈, 프랑스 오픈, 윔블던의 3개 그랜드 슬램 대회에서 연속으로 우승했다. 남은 US 오픈에서도 우승이 유력했으나, 같은 오스트레일리아 출신의 절친한 동료 선수인 켄 로즈월에게 1-3 역전패를 당하며 준우승에 그치고 만다. 당시 아마추어 테니스계에서 호드와 함께 전성기를 구가하던 로즈월은 이 승리 이후 계약 프로로 전향하여 1957년부터 프로 강호인 판초 곤잘레스와의 정면대결이라는 어려운 길을 택했다. 호드는 1957년 윔블던에서 두 번째 우승컵을 거머쥔 이후에 계약 프로로 전향했다.
프로 데뷔 첫 해에 그는 프로 테니스계의 새로운 황제로 떠오르던 판초 곤잘레스와 힘든 맞대결을 펼쳐야 했다. 초기 27번째 경기까지는 호드가 총 18승을 거두면서 앞서나갔지만, 결국 최종적인 상대전적은 곤잘레스가 51승 36패로 호드를 압도하였다. 역사상 최고의 선수로 불리기도 하는 곤잘레스는 항상 호드가 가장 상대하기 어려운 상대라고 말했다. 1955년 뉴욕 타임즈와의 인터뷰에서 곤잘레스는 다음과 같이 말했다. “그는 내가 최고의 플레이를 펼칠 때도 나를 이길 수 있는 유일한 선수이다. 그는 선수들 중에서 가장 뛰어난 경기를 보여주는 선수이다. 나보다도 낫다. 그는 누구보다도 공을 더 많이 넘길 수 있는 능력이 있다. 그의 두 번의 발리와 오버헤드 스매싱은 정말 대단했다. 그는 테니스를 위한 가장 타고난 감각과 신체조건을 가졌다.”
그러나 잭 크레이머는 호드에 대해 다소 복합적인 평가를 내렸다. 크레이머는 그의 자서전에서 호드는 역대 최고의 선수 21명 중 한 명으로 꼽기는 했지만, 한 편으로는 “호드는 과대평가되었다. 그는 최고의 선수가 될 수도 있었지만, 시간이 흐를 수록 톱 선수들 중에서 가장 불안정한 플레이를 보여주었다.”라고 말하면서 다소 인색한 평가를 내렸다. 크레이머가 37세에 각종 대회의 임시 선수로 뛰었을 때 그는 막 프로로 전향한 호드와 수 차례 경기를 가질 기회가 있었는데, 이 때의 경기에 대해 크레이머는 다음과 같이 회상했다. “나는 호드에게 상대전적 13승 12패로 앞섰는데, 이것은 그가 나와 경기에 별로 신경을 쓰지 않았기 때문이었다... 호드는 판초 세구라와의 경기에도 마찬가지로 별로 관심을 가지지 않아서, 세구라와 가진 대부분의 경기에서 패했다... 반면 그는 켄 로즈월을 이기고 싶어했는데, 결국 실제로 그렇게 해내고 말았다. 지금 기억해보면, 내가 호드에게 13승 12패로 앞서기는 했지만, 로즈월은 나에게 22승 4패로 앞섰고 호드는 그런 로즈월과의 경기 중 3분의 2를 승리했던 것이다.”
호드는 고질적인 등 부상을 안고 있었는데, 이것은 선수 생활 내내 그를 괴롭혔으며 결국 1960년대 중반 그의 은퇴의 궁극적인 원인이 되었다. 크레이머는 호드는 엘스워스 바인즈와 비교하곤 한다. “두 사람은 모두 매우 강한 선수였다. 둘 다 매우 어린 나이에 성공했다... 그러나 또한, 두 사람 모두 매우 게으른 선수이기도 했다. 바인즈는 (골프 때문에) 30세가 되기 전에 이미 테니스에 흥미를 잃었고, 호드 또한 테니스에 강한 흥미를 모이지는 않았다. 선천적으로 타고난 엄청난 능력에도 불구하고, 두 사람 모두 그에 걸맞은 성적을 보여주지는 못했다. 불행히도, 부상 문제에 시달리기 시작하면서 그들이 성적을 내는 것은 더더욱 어려워졌다.”
은퇴 후 호드는 스페인 말라가 근처의 푸엔히롤라로 이주하여 아내인 제니 스탤리(Jenny Staley)와 함께 30년 넘게 테니스 리조트를 운영했다. 그의 리조트에는 그의 친구였던 영화 배우 숀 코네리, 커크 더글라스, 그리고 찰턴 헤스턴 등이 머무르기도 했다.
노년에 백혈병으로 인해 골수 기증자를 기다리며 투병하기도 했던 루 호드는, 심장 발작으로 1994년 59세의 나이로 세상을 떠났다. 그는 1958년 잭 폴라드(Jack Pollard)와 함께 《루 호드 이야기》(원제: The Lew Hoad Story)라는 제목으로 자서전을 펴내기도 했다. 그의 사후 자서전의 공저자였던 잭 폴라드는, 2003년 호드의 아내였던 제니 스탤리와 함께 《루와 함께한 나의 삶》(원제: My Life With Lew)을 집필하기도 했다.
루 호드는 1980년 국제 테니스 명예의 전당에 헌액되었다.

## 그랜드 슬램 결승

### 단식: 5 (4승 1패)
우승 (4)
| 연도 | 대회명          | 결승 상대     | 스코어             |
| 1956 | 호주 챔피언십   | 켄 로즈월     | 6–4, 3–6, 6–4, 7–5 |
| 1956 | 프랑스 챔피언십 | 스벤 다비드손 | 6–4, 8–6, 6–3      |
| 1956 | 윔블던          | 켄 로즈월     | 6–2, 4–6, 7–5, 6–4 |
| 1957 | 윔블던          | 애쉴리 쿠퍼   | 6–2, 6–1, 6–2      |

준우승 (1)
| 연도 | 대회명        | 결승 상대 | 스코어             |
| 1956 | U.S. 챔피언십 | 켄 로즈월 | 4–6, 6–2, 6–3, 6–3 |

### 복식: 6 (6승 0패)
우승 (6)
- 호주 오픈: 1953, 1956
- 윔블던: 1953, 1956, 1957
- US 오픈: 1956

## 참고 문헌
- The Game, My 40 Years in Tennis (1979), Jack Kramer with Frank Deford (ISBN 0-399-12336-9)
- Adapted from the article Lew Hoad, from Wikinfo, licensed under the GNU Free Documentation License.